# Bruinstaart
De bruinstaart (Oenanthe scotocerca; synoniem: Cercomela scotocerca) is een zangvogel uit de familie Muscicapidae (Vliegenvangers).

## Verspreiding en leefgebied
Deze soort komt voor in oostelijk en noordoostelijk Afrika en telt 5 ondersoorten:
- Oenanthe scotocerca furensis: oostelijk Tsjaad en westelijk Soedan.
- Oenanthe scotocerca scotocerca: noordoostelijk Soedan, Eritrea en noordelijk Ethiopië.
- Oenanthe scotocerca turkana: zuidelijk Ethiopië, Oeganda en noordelijk Kenia.
- Oenanthe scotocerca spectatrix: oostelijk Ethiopië en noordelijk Somalië.
- Oenanthe scotocerca validior: noordoostelijk Somalië.